# Relikviarij sv. Uršule
Relikviarij sv. Uršule, tudi Uršulina skrinjica je izrezljan in pozlačen lesen relikviarij, ki vsebuje vložke slik (87 x 33 x 91 cm), olje na lesenih tablah, Hansa Memlinga. Datiran je okoli leta 1489 je v muzeju Hansa Memlinga v bolnišnici Sint-Janshospitaal, Brugge v flamski regiji današnje Belgije.
Delo je naročila bolnišnica sv. Janeza, sedanji sedež muzeja. Za razliko od drugih Memlingovih del, na primer Triptih mistične poroke svete Katarine, ni podpisan ali datiran. Bil je posoda za relikvije sv. Uršule, ki je bila javno prikazana samo na njen praznik. Relikvije so slovesno postavili v svetišče 21. novembra 1489.

## Opis
Relikviarij je v obliki gotske kapele v skladu z običajnim formatom, ki se je uporabljal pri zlatarstvu. Ima strmo koničasto streho, kot je značilno za severnoevropske države, s tremi naslikanimi tondi na vsaki strani. Pripisani Memlingovi delavnici, na eni strani upodabljajo Prvih enajst devic s papežem, kardinalom, škofom in Eterijem (liki iz svetničine legende); na drugi strani je Kronanje Device s Sveto Trojico.
Dve stranici vsebujeta upodobitve Marije in otroka med dvema nunama (donatoricama, vključno z opatinjo) in sveto Uršulo, ki varuje svete device. Oba prizora sta vdelana v poslikano nišo, ki simulira perspektivno notranjost svetišča.
Ob straneh je pod dvema manjšima arkadama šest prizorov življenja in mučeništva svete Uršule, ki spominjajo na slog vitražev v sodobnih cerkvah. Vključujejo:
- Prihod v Köln
- Prihod v Basel
- Prihod v Rim
- Odhod iz Basla
- Mučeništvo romarjev
- Mučeništvo sv. Uršule

Prizori imajo isto slikovno ozadje, postavljeno v severnonemška mesta (na primer Köln z nedokončano stolnico) in poslikani z veliko pozornostjo do današnjih življenjskih podrobnosti.
Dekoracijo dopolnjujejo rezbarije v mednarodnem gotskem slogu, vključno z fialami, prebodenimi frizi in na slopih na vogalih svetniki Jakob, Janez Evangelist, Neža in Elizabeta Ogrska.

## Legende sv. Uršule
Legenda o sv. Uršuli je povzeta iz Zlate legende o Jacopu da Varagineu. Uršula je bila bretonska princesa, ki se je strinjala, da se bo poročila z Eterom, sinom angleškega kralja in pogana, pod pogojem, da se bo spreobrnil. Po dogovoru je Uršula z enajstimi devicami (od katerih je vsaka vodila tisoč drugih) odšla v Rim na romanje, kjer je srečala papeža. Nazaj v Köln jo zajamejo Huni, ki masakrirajo romarje, vključno s papežem (legendarna osebnost ni bila zgodovinsko dokumentirana) in Uršulo samo. 
Slikar se je posvetil predvsem upodobitvi posameznih figur v gracioznih pozah in realističnemu opazovanju podrobnosti z izvrstno paleto, ki spominja na najboljše rezultate miniature. Njegova meja je namesto tega predstavitev navdušenih in dramatičnih prizorov, tudi v prizorih mučeništva in določena težava pri upravljanju množic figur. 
V opisih krajine je Memling izkazal poznavanje Kölna iz prve roke, kar dokazuje natančen prikaz mestnega obzorja v ozadju z nedokončano stolnico, prepoznavnim stolpom velike cerkve sv. Martina in na levi cerkvi sv. Cunibert. Dirk De Vos, velik poznavalec Memlinga, je prišel do hipoteze, da je umetnik posebej obiskal kraje, ki jih je moral slikati, da bi dosegel čim večji realizem.